# Mila von Luttich
Ludmilla (Mila) von Luttich (* 17. Februar 1872 in Wien; † 4. Oktober 1929 ebenda) war eine österreichische Illustratorin, Malerin und Zeichnerin.

## Leben
Mila von Luttich war eine Tochter des Malers, Zeichners und Illustrators Eduard Luttich von Luttichheim (1844–1920). Er stammte aus Prag und kam nach Wien, um an der dortigen Akademie der bildenden Künste von 1863 bis 1873 sein Studium fortzusetzen. 1872 wurde Mila von Luttich in Wien geboren. Ihre künstlerische Ausbildung erhielt sie bei ihrem Vater. Sie erreichte früh Bekanntheit mit ihren Werken. Ludwig Eisenberg führte Mila von Luttich in seiner 1893 veröffentlichten Biografiesammlung Das geistige Wien als Malerin mit Schwerpunkt auf Blumenstücken, Landschaften und Porträts. Später wurde jedoch hauptsächlich ihr Wirken als Illustratorin von der Öffentlichkeit wahrgenommen.
Von 1894 bis 1924 war Luttich für die deutsche Satirezeitschrift Meggendorfer-Blätter tätig, wobei über 350 Illustrationen (überwiegend für Gedichte) entstanden. Auch andere Zeitschriften veröffentlichten ihre Arbeiten. So steuerte sie unter anderem ein Bild zum ersten Druck von Josef Weinhebers Gedicht Die Hexe bei, das am 25. November 1920 in Die Muskete erschien.
Mila von Luttich gehörte zum Personenkreis um die Wiener Secession, der die dortige Variante des Jugendstils vertrat. Sie bevorzugte einen von Aubrey Beardsley beeinflussten, plakativ-flächigen Illustrationsstil, der bezüglich der Flächenaufteilung und Farbgebung zum Teil an japanische Holzschnitte erinnert. 1909 beschickte sie die Internationale Kunstschau Wien und im Folgejahr die 36. Ausstellung der Wiener Secession mit Illustrationen. Sie war zudem Mitglied des von Max Kahrer gegründeten Vereins heimischer Künstler Klosterneuburgs, mit dem sie 1911 auch ausstellte.
Zuletzt arbeitete Luttich vor allem als Illustratorin für verschiedene Verlage, häufig im Bereich Backfischromane, Märchen und Fabeln. Für den deutschen Ensslin Verlag illustrierte sie unter anderem die Trotzkopf-Geschichten von Emmy von Rhoden/Else Wildhagen, Lina Haarbecks Wildfang-Romanreihe und die Neuausgabe der Erzählung Schicksale der Puppe Wunderhold von Antonie Cosmar. Von letzterem Werk wird ein Exemplar in der Sammlung des Bilderbuchmuseums in Troisdorf aufbewahrt.

## Werke (Auswahl)
Buchillustrationen

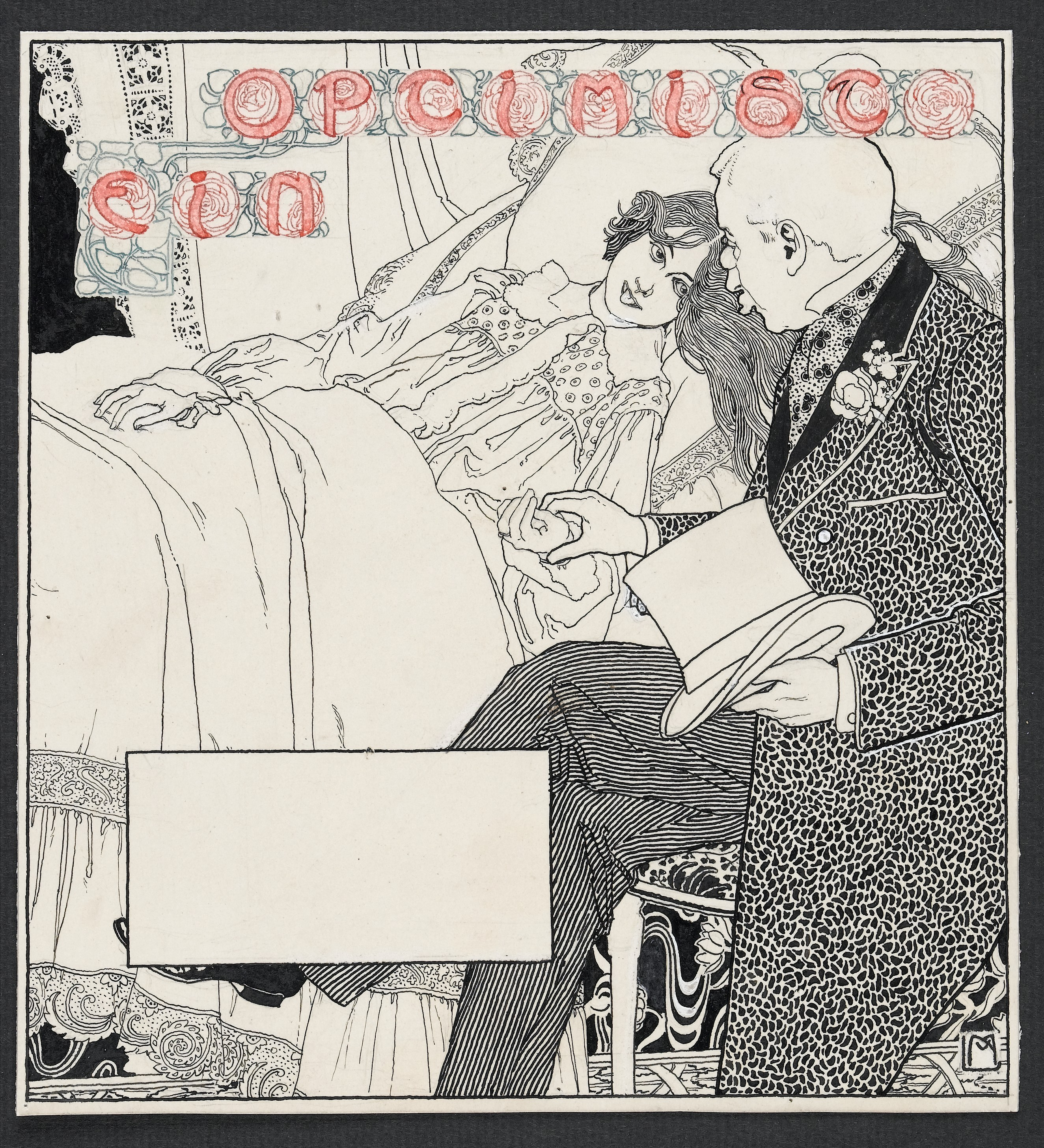
Illustration aus Meggendorfer-Blätter, rechts unten ein häufig von Luttich verwendetes Monogramm

- Clemens Brentano:	Das Märchen von dem Schulmeister Klopfstock und seinen fünf Söhnen. Deutscher Verlag für Jugend und Volk, Wien 1923.
- Ferdinand Raimund: Das Mädchen aus der Feenwelt oder Der Bauer als Millionär. Deutscher Verlag für Jugend und Volk, Wien 1923.
- Gottfried Keller: Das Fähnlein der sieben Aufrechten. Spiegel, das Kätzchen. Deutscher Verlag für Jugend und Volk, Wien 1923.
- Hans Christian Andersen: Märchen. Österreichischer Schulbücherverlag, Wien 1923.
- Bertha Wegner-Zell: Im wilden Garten: Eine Jungmädchengeschichte. Enßlin & Laiblin, Reutlingen 1925.
- Wilhelm Hey: Fünfzig Fabeln für Kinder. I. F. Schreiber, Eßlingen 1926.
- Antonie Cosmar: Schicksale der Puppe Wunderhold: Erzählung. Enßlin & Laiblin, Reutlingen 1927 (PDF).
- Lina Haarbeck: Wildfangs Schulzeit: Erzählung für Mädchen. Enßlin & Laiblin, Reutlingen 1928.
- Emmy von Rhoden: Der Trotzkopf: Eine Geschichte für junge Mädchen. Enßlin & Laiblin, Reutlingen 1934.

Zeitungsillustrationen
- Illustration zum Erstdruck von Josef Weinhebers Gedicht Die Hexe in Die Muskete, 25. November 1920
- A Physician Taking the Pulse of a Young Woman Who Shows Him Her Tongue. (Illustration aus Meggendorfer-Blätter), Bleistift und Tinte auf Papier, 19,7 × 18,2 cm, monogrammiert, Text Ein Optimist, im Original außerdem ein begleitender scherzhafter Text in der rechteckigen Freifläche,[8] Wellcome Collection, London[9]
- Ohne Titel (Grüne Ehe), Gouache über Bleistift auf festem Papier, Passepartout-Ausschnitt ca. 37 × 22,5 cm, Blattgröße ca. 44 × 31,5 cmsigniert: „Mila v. Luttich“, ortsbezeichnet: Wien, rückseitig gestempelt: „Für die Meggendorfer-Blätter, München“

Sonstiges
- Kein Feuer, keine Kohle kann brennen so heiß (Liebespaar am Fenster), Bildpostkarte, 9,4 × 14,1 cm, Historische Bildpostkarten, Sammlung Prof. Dr. S. Giesbrecht, Universitätsbibliothek Osnabrück[10]